# Moustérien typique
Le Moustérien typique est l'un des faciès culturels et technologiques du Moustérien, la principale manifestation culturelle du Paléolithique moyen en Eurasie (environ -300 000 à - 30 000 BP). Il est présent dans le Périgord, le Quercy et dans le bassin parisien (Arcy-sur-Cure). 
Le Moustérien typique présente deux méthodes de débitage : le débitage Levallois et le débitage Discoïde. L'outillage est dominé par les racloirs et les denticulés. Le principal critère de distinction avec le Moustérien de Tradition Acheuléenne est l'absence de biface et de couteaux à bord abattu. 